# عامل ارهاش

1.سلول خونی دارای Rh مثبت است. ۲.سلول خونی دارای Rh منفی است. ۳.آنتی‌ژنهای موجود در سلول خونی Rh مثبت هستند، که آن را مثبت می‌کنند. این آنتی‌ژن‌ها به سلول‌های خونی مثبت اجازه می‌دهند به آنتی‌بادی‌های خاص متصل شوند.

عامل اِر هاش یا RH (به انگلیسی: Rh blood group system) نوعی از سیستم گروه خونی انسان است که حاوی پروتئین در سطح گلبول‌های قرمز خون است. این دومین تقسیم‌بندی مهم گروه خونی است (بعد از سیستم گروه خونی ABO)؛ سیستم گروه خونی Rh متشکل از ۴۹ آنتی‌ژن گروه خونی تعریف شده‌است، که در بین آنها پنج آنتی‌ژنD C، c , E و e مهمترین آن‌ها هستند (تنها آنتی‌ژن D است که نام گذاری کوچک، d، ندارد). وضعیت Rh (D) یک فرد معمولاً با پسوند مثبت یا منفی پس از نوع ABO توصیف می‌شود (به عنوان مثال، فردی که مثبت است دارای آنتی‌ژن A و آنتی‌ژن Rh (D) است، در حالی که فردی که منفی است فاقد Rh (D) است.) اصطلاحات Rh مثبت و Rh منفی تنها به آنتی‌ژن Rh (D) اشاره دارند. آنتی‌بادی‌های آنتی ژن‌های Rh می‌توانند در واکنشهای تزریق همولیتیک نقش داشته باشند و آنتی‌بادیهای آنتی ژنهای Rh (D) در صورت تداخل می‌تواند خطر قابل توجهی به نام بیماری همولیتیک جنین را ایجاد می‌کنند.

## گروه‌های خونی
| طبقه بندی ABO      | Rh منفی | Rh مثبت |
| ------------------ | ------- | ------- |
| آنتی ژن A و B      | -AB     | +AB     |
| آنتی ژن A          | -A      | +A      |
| آنتی ژن B          | -B      | +B      |
| فاقد آنتی ژن A و B | -O      | +O      |

گروه‌های خونی روشی برای تقسیم‌بندی خون‌ها بر پایهٔ وجود یا نبود پادگن (آنتی‌ژن)های موروثی خاصی روی سطح گلبول‌های قرمز یاRBC خون است. بر اساس مهم‌ترین این تقسیم‌بندی خون انسان‌ها به چهار دستهٔ AB ,B ،A و O و بر اساس تقسیم‌بندی RH به گروه‌های RH مثبت و منفی تقسیم می‌شود.

## تاریخچه
لاندشتاینر و وینر نشان دادند Ig یا آنتی‌بادی‌هایی که علیه گلبول‌های قرمز میمون رزوس (Rhesus) تولید می‌شوند، قادرند گلبول‌های قرمز ۸۵درصد از جمعیت انسانی را نیز آگلوتینه کنند. این آنتی‌بادی‌ها علیه آنتی‌ژن(RH) نامیده شده، به وجود می‌آمدند. افرادی که دارای آنتی‌ژن، RH هستند راRH مثبت گویندو به ۱۵درصد بقیه که فاقد آن بودند، افراد RH منفی گفته شد. آنتی‌بادی‌های طبیعی علیه آنتی‌ژن‌های RH در بدن تولید نمی‌شوند.

## سیستم گروه‌بندی RH
سیتم گروه‌بندی RH یکی از ۳۳ نوع گروه‌بندی خون است و پس از گروه‌بندی ABO مهم‌ترین نوع گروه‌بندی است. افراد دارای RH مثبت نمی‌توانند به افراد RH منفی خون اهدا کنند.

## بارداری و بیماری همولیتیک جنینی
اگر پدر و مادر هر دو RH مثبت یا RH منفی یا پدر RH منفی و مادر RH مثبت باشد، در دوران بارداری ناسازگاری RH به وجود نمی‌آید. اما اگر پدر از گروه خون RH مثبت و مادر از گروه خون RH منفی باشد، فرزندان آن‌ها اغلب RH مثبت خواهند شد و در چنین حالتی، ناسازگاری RH بین مادر و جنین برای حفظ جنین ممکن است به وجود بیاید. امروزه به مادران باردار ماده ایی بنام آمپول روگام برای جلوگیری از آگلوتینه شدن خون به مادر تزریق می‌گردد.
بیماری همولیتیک نوزادان معمولاً زمانی به‌وجود می‌آید که یک مادر Rh منفی حامل جنین Rh مثبت باشد. به‌طور طبیعی گلبول‌های خون جنین به واسطه لایه‌هایی از سلولهای ترفوبلاست از گردش خون مادر جدا شده‌است. اما در اواخر حاملگی و به‌خصوص در حین تولد نوزاد، گلبول‌های قرمز جنین ممکن است وارد گردش خون مادر شوند. همین که این گلبول‌ها به جریان خون مادر برسند به عنوان یک عنصر خارجی تلقی شده و پاسخ ایمنی مادر را جهت تولید آنتی‌بادی برمی‌انگیزند. معمولاً آنتی‌بادی علیه گلبول‌های قرمز جنین قبل از تولد اولین بچه ساخته نمی‌شود. اما حاملگی‌های مکرر نهایتاً منجر به افزایش سطح آنتی‌بادی در خون مادر می‌شود. این آنتی‌بادی‌ها پس از گذشتن از سلول‌های ترفوبلاست مادر به گردش خون جنین می‌رسند و در آنجا با گلبول‌های قرمز جنین وارد واکنش شده و موجب تخریب آن‌ها می‌شوند. ممکن است روند تخریب گلبول‌های قرمز جنین به قدری شدید باشد که موجب مرگ جنین شود. از طرف دیگر جنین ممکن است زنده بماند و در یک وضعیت آنمیک شدید و همراه با یرقان متولد شود.
 بدن جنین ممکن است در راه تلاش جهت جبران گلبول‌های از دست رفته گلبول‌های قرمز نابالغ را از مغز استخوان به داخل خون آزاد نماید. تخریب گسترده گلبول‌های قرمز جنین می‌تواند منجر به آزاد شدن مقادیر سمی بیلی روبین به داخل جریان خون شود. از آنجایی که کبد جنین هنوز نابالغ است، این بیلی روبین ممکن است در سلولهای مغز رسوب نموده و موجب آسیب شدید مغز گردد.